# Xã Acme, Quận Hettinger, Bắc Dakota
Xã Acme (tiếng Anh: Acme Township) là một xã thuộc quận Hettinger, tiểu bang Bắc Dakota, Hoa Kỳ. Năm 2010, dân số của xã này là 25 người.